# Julio Revoredo
Julio Revoredo Posada fue un abogado y político peruano. 
En 1884 formó parte de la Asamblea Constituyente convocada por el presidente Miguel Iglesias luego de la firma del Tratado de Ancón que puso fin a la Guerra del Pacífico. Esta asamblea no sólo ratificó dicho tratado sino también ratificó como presidente provisional a Miguel Iglesias, lo que condujo a la Guerra civil peruana de 1884-1885. Luego, en 1904 fue elegido por primera vez como senador por el departamento de Cajamarca.
En 1919, cuando el presidente Augusto B. Leguía dio inicio a su oncenio, Revoredo fue volvió a ser elegido senador por el departamento de Cajamarca pero, esta vez, para la Asamblea Nacional de ese año que tuvo por objeto emitir una nueva constitución, la Constitución de 1920. Luego se mantuvo como senador ordinario hasta 1930 durante todo el Oncenio de Leguía.
Estuvo casado con Isabel Iglesias, hija del general Miguel Iglesias que fuera Presidente del Perú al final de la Guerra del Pacífico. Entre sus hijos destacó Armando Revoredo Iglesias, héroe de la Fuerza Aérea del Perú y en cuyo homenaje se nombró al Aeropuerto que sirve a la ciudad de Cajamarca.